# Panji Kidul
Panji Kidul is een bestuurslaag in het regentschap Situbondo van de provincie Oost-Java, Indonesië. Panji Kidul telt 3746 inwoners (volkstelling 2010).